# Perusia pulverosa
Perusia pulverosa är en fjärilsart som beskrevs av W. Warren 1897. Perusia pulverosa ingår i släktet Perusia och familjen mätare. Inga underarter finns listade i Catalogue of Life.